# Коннахт (регбийный клуб)
«Коннахт Рагби» (англ. Connacht Rugby) или «Коннахт» — один из четырёх профессиональных провинциальных регбийных клубов Ирландии. Команда принимает участие в чемпионате Про12 и международном кубке Хейнекен. Коллектив представляет исторический регион Коннахт и отделение Ирландского регбийного союза в этой области отвечает за развитие игры на территории Коннахта. Начиная с сезона 2012/13 команда резервистов клуба («Коннахт А») играет в Британском и ирландском кубке.
«Коннахт» базируется в городе Голуэй и проводит домашние матчи на стадионе «Голуэй Спортсграундс», вмещающем 7500 зрителей в стандартном режиме, и расширяемом до 9500 мест, если того требует важность игры. Команда играет в зелёно-чёрно-белой регбийке, чёрных шортах и белых носках. Эмблема клуба, изображающая в левой части орла, а в правой — руку с мечом, представляет изменённый вариант флага провинции.
В отличие от других ирландских провинциальных команд, «Коннахт» обладает куда меньшей базой спортсменов, доступных для вызова в команду. Это вызвано меньшей населённостью региона и большим интересом жителей к гэльским видам спорта — хёрлингу и гэльскому футболу. На данный момент клуб может вызвать всего около 7 % всех ирландских регбистов. Тем не менее, игра набирает популярность в регионе, растёт число регбистов, строятся новые спортивные школы.
В провинции наблюдается наибольший темп роста числа несовершеннолетних игроков среди регионов страны. Коннахт также лидирует по темпам развития школьного участия в развитии регби.

## История
Орган Ирландского регбийного союза, ответственный за развитие игры в Коннахте, был создан в 1885 году. На данный момент организация объединяет 19 клубов. «Коннахт» стал первым клубом Ирландии, выигравшим у английских и французских команд (1997 год). В сезоне 1997/98 коллектив дошёл до четвертьфинала Европейского кубка вызова. «Коннахт» стал полуфиналистом Кельтской лиги в сезоне 2001/02. Через год команда добралась только до 1/4 финала.
Сезон 2003/04 стал самым успешным в истории провинции. «Коннахт» уступил в полуфинале Европейского кубка вызова англичанам из «Харлекуинс». Тогда же клуб вышел в полуфинал Кельтского кубка. В следующем соревновательном году команда повторила достижение предыдущего сезона, войдя в квартет сильнейших клубов Европейского кубка вызова. На этот раз ирландцы проиграли будущим победителям турнира, «Сейл Шаркс».
До 2005 года Ирландский регбийный союз автоматически заявлял «Коннахт» во второй по значимости европейский кубок, вне зависимости от результатов, продемонстрированных командой на внутренней арене. В сезоне 2004/05 союз принял результат в Кельтской лиге как единственный критерий отбора клубов для участия в кубке Хейнекен. В указанном сезоне «Коннахт» занял последнее место среди ирландских коллективов, упустив возможность сыграть в главном еврокубке. Команда играла в Европейском кубке вызова вплоть до сезона 2010/11.
«Коннахт» дебютировал в кубке Хейнекен 2011/12 благодаря тому, что «Ленстер» стал чемпионом прошлого розыгрыша. Согласно правилам кубка, победитель получает гарантированное место в следующем сезоне, и если он также проходит отбор в рамках внутреннего первенства, один слот получает другой представитель страны чемпиона. Правило предусматривает несколько исключений, которые, впрочем, неприменимы к ирландским клубам. В данном случае этот дополнительный слот получил именно «Коннахт». Клуб также получил право сыграть в розыгрыше кубка сезона 2012/13, так как «Ленстер», обеспечив себе квалификацию через домашний чемпионат, вновь выиграл турнир.
7 сентября 2019 года «Коннахт» провёл матч против сборной России и победил со счётом 42:14.

## Статус развивающей команды
Так как число жителей Коннахта, играющих в регби, меньше, чем в других провинциях, клуб прибегает к привлечению спортсменов из других регионов (подобная практика в меньшей степени распространена и в других областях). Как правило, это перспективные игроки до 20 лет или регбисты, обладающие опытом международных соревнований среди юниоров. В последнее время растёт и число уроженцев Коннахта, прошедших отбор в молодёжных командах и подписавших контракт с первым клубом. Однако меньшее в сравнении с другими провинциями финансирование «Коннахта» со стороны союза предпосылки условия для перехода талантливых игроков в другие клубы Ирландии или других стран.
Союз придал «Коннахту» статус развивающей команды. Это означает, что клуб получает из центра вдвое меньше денег, чем другие провинциальные команды. Более того, союз рассматривал возможность ликвидации команды в целях экономии. Схожие проекты были реализованы в Шотландии («Каледониа Редс», «Бордер Рейверс») и Уэльсе («Селтик Уорриорз»). Разумеется, подобная перспектива вызвала гнев болельщиков «Коннахта», и без того недовольных недостаточным финансированием.
Несмотря на обилие проблем, команда продемонстрировала неплохие результаты, дважды сыграв в полуфинале Европейского кубка вызова. В конце 2000-х годов в команду вернулись регбисты, выступавшие за сборную Ирландии.

## Эмблема и цвета
Орёл и рука с мечом, изображённые на эмблеме, по некоторым данным появились в Коннахте в XI веке. Тогда король Коннахта получил эти символы в дар от монастыря Шоттенклостер в Регенсбурге.
Если домашний вариант формы решён в зелёном, чёрном и белом цветах, то гостевой комплект практически полностью чёрный.
История возникновения зелёного цвета в оформлении экипировки регбистов неизвестна — традиционными цветами провинции являются синий, чёрный и белый, они же присутствуют на эмблеме. Тем не менее, регбийка с присутствием зелёного цвета прочно ассоциируется с клубом уже более пятидесяти лет.
Техническим спонсором «Коннахта» является компания Rugbytech, являющаяся спортивным подразделением торговой сети Elverys. Главный спонсор клуба — ирландское представительство Mazda. Автомобилестроители намерены инвестировать в команду более €1,5 млн в течение трёх лет.

## Аффилированные клубы
Следующие команды представляют «Коннахт» в AIB League — соревновании, организуемом регбийным союзом для команд разряда  Senior.
- Дивизион 1B: «Бакканиерс»
- Дивизион 2A: «Голуэджианс», «Голуэй Коринтианс»
- Дивизион 2B: «Коннемара», «Слайго»

## Достижения
| Турнир                                 | Побед | Лучший результат                        |
| Ирландский межпровинциальный чемпионат | 2     | Чемпион                                 |
| Кельтская лига / Про12                 | 0     | 8-е место: 2011/12                      |
| Кубок Хейнекен                         | 0     | 4-е место в группе: 2011/12             |
| Европейский кубок вызова               | 0     | Полуфиналист: 2003/04, 2004/05, 2009/10 |

## Статистика

### Кельтская лига / Про12
| Результаты |      |        |       |           |        |        |         |        |                |       |
| Сезон      | Игры | Победы | Ничьи | Поражения | Очки + | Очки — | Разница | Бонусы | Турнирные очки | Место |
| 2012/13    | 4    | 1      | 0     | 03        | 67     | 81     | −14     | 1      | 5              | 9-е   |
| 2011/12    | 22   | 7      | 1     | 14        | 321    | 433    | −112    | 7      | 37             | 8-е   |
| 2010/11    | 22   | 7      | 1     | 14        | 394    | 459    | −65     | 9      | 39             | 9-е   |
| 2009/10    | 18   | 5      | 1     | 12        | 254    | 459    | - 205   | 4      | 26             | 10-е  |
| 2008/09    | 18   | 4      | 0     | 14        | 224    | 460    | - 236   | 4      | 20             | 10-е  |
| 2007/08    | 18   | 5      | 1     | 12        | 214    | 396    | - 182   | 2      | 24             | 10-е  |
| 2006/07    | 20   | 4      | 2     | 14        | 326    | 474    | - 148   | 6      | 26             | 10-е  |
| 2005/06    | 22   | 6      | 0     | 14        | 325    | 466    | - 141   | 5      | 37             | 10-е  |
| 2004/05    | 20   | 7      | 1     | 12        | 317    | 407    | - 90    | 7      | 37             | 10-е  |
| 2003/04    | 22   | 8      | 2     | 12        | 479    | 550    | −71     | 8      | 44             | 9-е   |

## Тренеры
| Тренер          | Начало работы | Конец работы |
| --------------- | ------------- | ------------ |
| Эдди О’Салливан | 1993/1994     | 1995/1996    |
| Уоррен Гатленд  | 1996/1997     | 1997/1998    |
| Гленн Росс      | 1998/1999     | 1999/2000    |
| Стеф Нил        | 2000/2001     | 2003/2004    |
| Майкл Брэдли    | 2003/2004     | 2009/2010    |
| Эрик Элвуд      | 2010/2011     | 2012/2013    |
| Пэт Лэм         | 2013/2014     | 2016/2017    |
| Киран Кин       | 2017/2018     | 2017/2018    |
| Энди Френд      | 2018/2019     |              |

## Текущий состав
Сезон 2012/13.

### Академия
Сезон 2011/12.

### Тренерский штаб
| Имя             | Должность                                       |
| --------------- | ----------------------------------------------- |
| Вилли Руэйн     | Исполнительный директор                         |
| Тим Олнатт      | Менеджер команды                                |
| Энди Френд      | Главный тренер                                  |
| Джимми Даффи    | Тренер нападающих                               |
| Найджел Каролан | Тренер защитников                               |
| Питер Уилкинс   | Тренер обороны                                  |
| Симон Кавана    | Главный видеоаналитик                           |
| Дэвид Ховарт    | Специалист по физподготовке и состоянию         |
| Джонни О’Коннор | Старший специалист по физподготовке и состоянию |
| Эрик Элвуд      | Директор академии                               |
| Мосси Лоулер    | Тренер фарм-клуба «Коннахт Иглз»                |

## Трансферы 2012/13

### Пришли
- Дэн Паркс из «Кардифф Блюз»[19]
- Нэтан Уайт из «Ленстера»[20]
- Уилли Фалун из «Ольстера»[21]
- Джейсон Харрис-Райт из «Бристоля»
- Брайан Мёрфи из «Голуэджианс»[22]
- Дэни Пулмен из «Стормерз»[23]
- Мэтт Хили из «Ленсдауна»
- Мата Фафита из «Слайго»
- Джей-Пи Куни из «Гэрриоуэн»
- Алтан Дилейн из академии «Манстера»[24]

### Ушли
- Рэй Офиса[25]
- Генри Фа’афили[25]
- Дермот Мёрфи[25]
- Дилан Роджерс[25]
- Джейми Стивенс[25]
- Брайан Тьюои[25]
- Найалл О’Коннор в «Ольстер»

## Известные игроки

### Представители сборной Ирландии
| - Питер Брекен - Тони Бакли - Киран Кэмпбелл - Виктор Костелло - Шон Кронин - Гевин Дафии - Джонни Дули - Пэт Дайнан - Эрик Элвуд - Киаран Фицджеральд | - Джейрри Флэннери - Саймон Джоэан - Брендан Герин - Бернард Джекмен - Йен Китли - Чарльз Лайдон - Ноэль Мэннион - Марк Макхью - Рэй Маклоулин - Мэтт Мостайн | - Джон Малдун - Майк Маккарти - Джонн О’Коннор - Джон О’Дрисколл - Тони О’Салливан - Оуэн Реддан - Ричард Роук - Джим Стейплс - Стивен Блейк-Нокс - Том Тирни |

### «Британские и ирландские львы»
| - Рэй Маклоулин: 1966 - Джон О’Дрисколл: 1980, 1983 - Киаран Фицджеральд: 1983 |

### Другие сборные
- Уоруик Уоу[36]
- Робби Моррис
- Гевин Уильямс
- Офиса Тревиранус
- Рэй Офиса
- Эрик Питерс

## Турниры, организуемые клубом
Среди клубов:
- Connacht Senior Cup
- Connacht Senior League
- Connacht Junior Cup

Среди школ:
- Connacht Schools Senior Cup
- Connacht Schools Junior Cup